# 4-氯苯丙胺
4-氯苯丙胺（对氯苯丙胺，4-CA、PCA）是一种血清素-去甲肾上腺素-多巴胺释放剂（SNDRA），也是苯丙胺类化合物中的血清素活性神经毒素。它可由4-氯苯基丙酮、乙酸铵和氰基硼氢化钠在甲醇中反应制得。